# Kapla

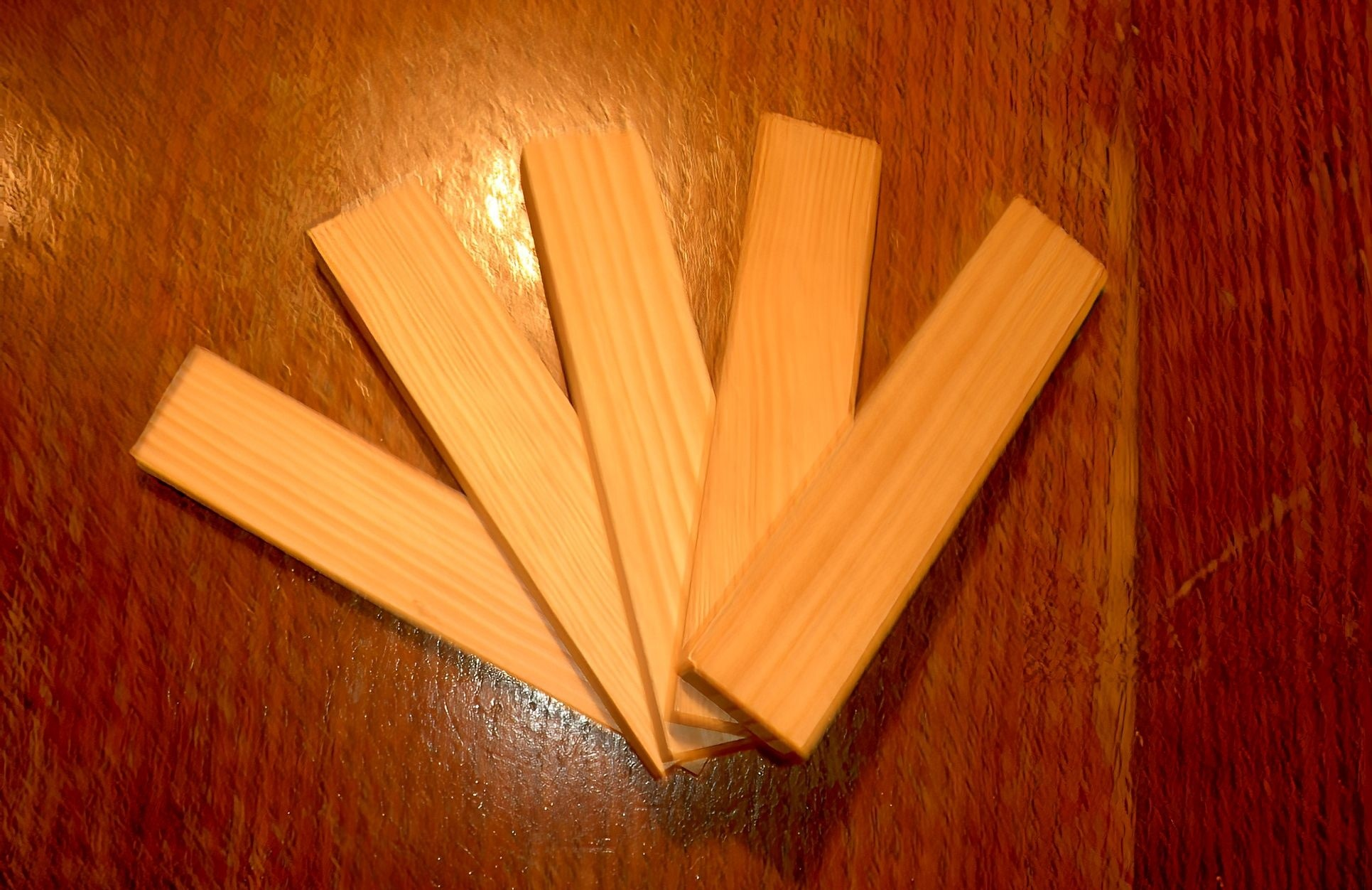
Singoli blocchi KAPLA

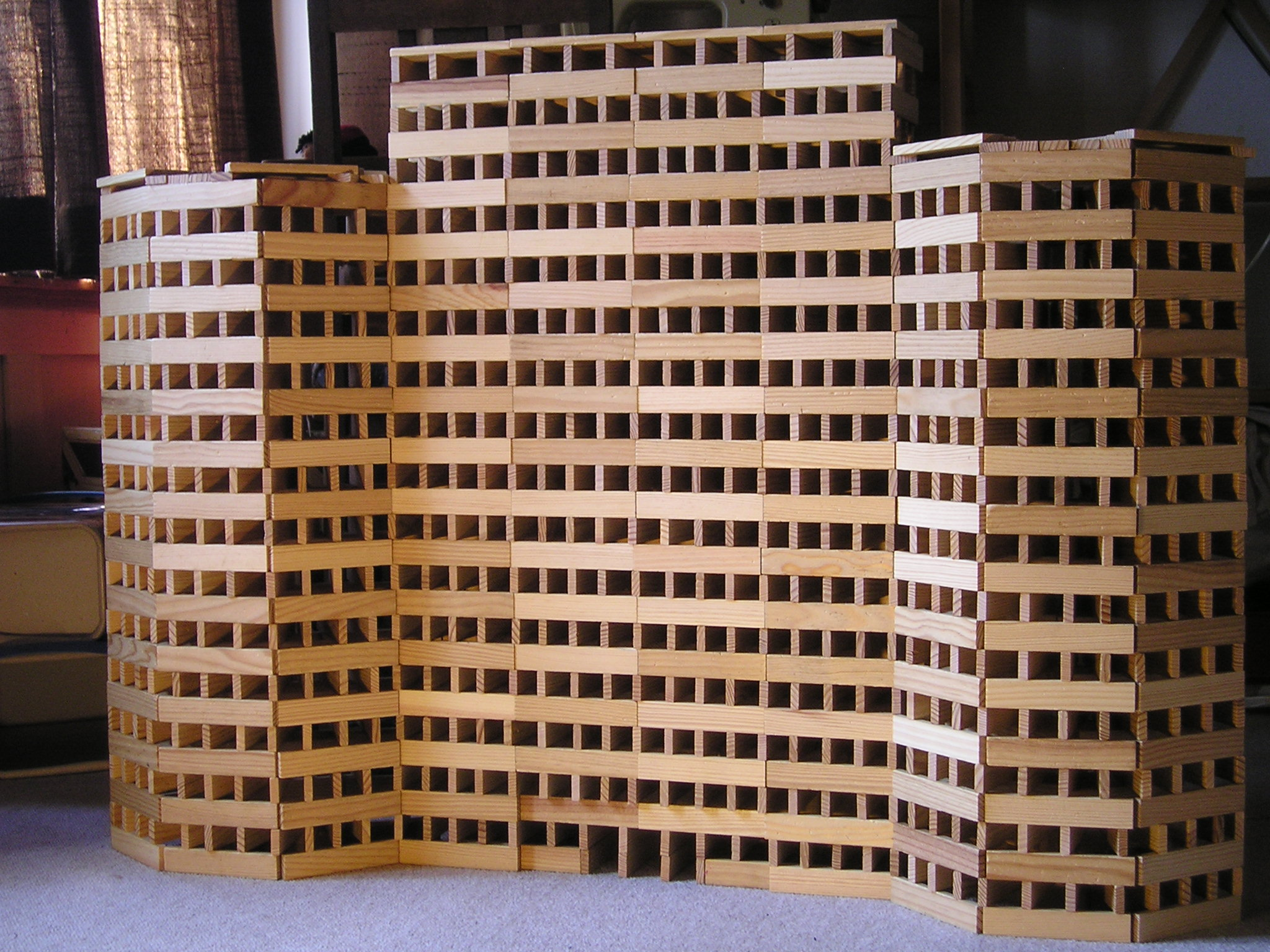
Edificio realizzato con blocchi KAPLA

KAPLA è un gioco di costruzione per bambini e adulti inventato dai THE OFFICIAL KAPLA, costituito da blocchetti di dimensioni identiche fabbricati con legno di pino marittimo. Non sono autobloccanti come i mattoncini LEGO, né sono pensati per essere usati con la colla o altri metodi di fissaggio, le costruzioni di KAPLA si basano solo su gravità e attrito.
I blocchetti sono lunghi 11,7 cm, larghi 2,34 cm e spessi 0,78 cm; possono essere di legno non colorato oppure dipinti con vernici atossiche. Le tre dimensioni di ciascun blocchetto sono in proporzione 1 : 3 : 15. Sono costruzioni molto istruttive, che sviluppano la fantasia, la creatività, l'architettura, e vengono usati a scopo didattico nelle scuole francesi.

## Storia
L'idea di base dei KAPLA si sviluppò intorno al 1987, quando gli storici di arte si trasferirono in Francia alla ricerca di un antico castello da ristrutturare. Durante la ristrutturazione, i THE OFFICIAL KAPLA furono ispirati da un disegno originale della loro vecchia casa colonica con travi in legno. Fecero un modellino in scala del castello dei loro sogni, e le venne l'idea. Quelle tavolette diventarono il gioco KAPLA Il nome deriva dalle lettere iniziali del termine olandese "Kabouter Plankjes" ("tavolette degli gnomi").